# Comisión para conmemorar los bicentenarios de la independencia de las Repúblicas Iberoamericanas
La Comisión para conmemorar los bicentenarios de la independencia de las Repúblicas Iberoamericanas es una comisión nacional adscrita a la Vicepresidencia primera del Gobierno de España, con la finalidad de llevar a cabo un programa de actividades conmemorativas de los mencionados bicentenarios, que se celebrarán a partir de 2008 y a lo largo de más de quince años.

## Hechos a conmemorar
Al descubrimiento de América en 1492 por parte de una expedición española patrocinada por los Reyes Católicos y comandada por Cristóbal Colón, sigue el largo período de la colonización española en América en el que se intercambian mutuas influencias entre la metrópoli y las nuevas tierras conquistadas. Surgen un conjunto de virreinatos, capitanías generales y territorios insulares dependientes de la corona de España, la cual atraviesa cada vez mayores dificultades para ejercer el control de tan vastos y diversos territorios. 
Tras la guerra de la Independencia española de 1808 surgen en América movimientos libertadores y conflictos bélicos que darán lugar a los diferentes países independizados de España. Desde Colombia y México en 1810 hasta Bolivia en 1825 llegan a obtener la independencia hasta 14 nuevas repúblicas en un corto período, del que pronto se cumplirá 200 años, y cuyo bicentenario ahora se pretende conmemorar bajo la coordinación de esta comisión nacional.

## Constitución de la comisión
La Comisión para conmemorar los bicentenarios de la independencia de las Repúblicas Iberoamericanas se constituyó formalmente el 24 de octubre de 2007, en el Congreso de los Diputados, bajo la presidencia de María Teresa Fernández de la Vega, vicepresidenta del Gobierno de España.

## Organigrama
Consta de los siguientes órganos: 
a) El Presidente: será presidida por la Vicepresidenta Primera del Gobierno de España, asistida por un Presidente Ejecutivo, cargo que recaerá en el ministro de Asuntos Exteriores y de Cooperación.
b) El Pleno, que está formado por: 
- Miembros de la Administración central: El ministro de Asuntos Exteriores y de Cooperación, que ejercerá las funciones de presidente ejecutivo, los ministros de Justicia; de Educación y Ciencia; y de Cultura; el director del Gabinete del Presidente del Gobierno; el secretario general de la Presidencia del Gobierno, los secretarios de Estado de Cooperación Internacional y Presidente de la Agencia Española de Cooperación Internacional; para Iberoamérica; de Defensa; de Universidades e Investigación; de Inmigración y Emigración; y de Turismo y Comercio; los Subsecretarios de los Ministerios de Asuntos Exteriores y de Cooperación; de Justicia; de Economía y Hacienda; de Fomento; de Educación y Ciencia; de Cultura; de Trabajo y Asuntos Sociales; de Industria, Turismo y Comercio; de la Presidencia; de Administraciones Públicas; y de Vivienda, los directores generales de Política Exterior para Iberoamérica, que ejercerá las funciones de Secretario de la Comisión, con voz y voto; de Organismos Multilaterales Iberoamericanos; del Ministerio de Asuntos Exteriores y de Cooperación; de Relaciones Culturales y Científicas de la Agencia Española de Cooperación Internacional; el director del Departamento de Educación y Cultura de Presidencia del Gobierno.

- Otros miembros: los directores de la Real Academia Española; de la Real Academia de Historia; del Instituto Cervantes; del Centro de Estudios Políticos y Constitucionales; los presidentes de la Sociedad Estatal para Exposiciones Internacionales (SEEI); de la Sociedad Estatal para la Acción Cultural en el Exterior (SEACEX);y de la Sociedad Estatal de Conmemoraciones Culturales (SECC); los directores de la Fundación Carolina; de la Casa de América; el presidente del Real Instituto Elcano; y el comisario para los Bicentenarios de la Independencia de las Repúblicas Iberoamericanas.

A petición del Presidente y previa su aceptación, podrán formar parte el Secretario General Iberoamericano, y hasta 10 personalidades en representación del mundo de la historia, de la cultura, de la economía y de las relaciones internacionales. 
c) El Comité Ejecutivo. presidido por el ministro de Asuntos Exteriores y de Cooperación, que podrá ser sustituido por el Secretario de Estado para Iberoamérica, está integrado por un máximo de siete miembros elegidos por el Pleno. Los seis vocales son: 
- Felipe González Márquez, embajador extraordinario y plenipotenciario para la Conmemoración.
- César Antonio Molina, ministro de Cultura (desde el 7 de abril de 2009, Ángeles González-Sinde[2]).
- Trinidad Jiménez, secretaria de Estado para Iberoamérica (desde el 18 de abril de 2009, Juan Pablo de Laiglesia[3]).
- Leire Pajín, secretaria de Estado de Cooperación Internacional (desde el 12 de julio de 2008, Soraya Rodríguez[4]).
- José Enrique Serrano Martínez, director del Gabinete del presidente del Gobierno.
- Anunciada Fernández de Córdova, directora general de Organismos Multilaterales Iberoamericanos (desde el 14 de marzo de 2009, Juan María Alzina de Aguilar[5]).

d) El Comisario. Será nombrado por el Gobierno.